# Gertrude Baines
Gertrude Baines (ur. 6 kwietnia 1894 w Shellman, w stanie Georgia, zm. 11 września 2009 w Los Angeles) – Afroamerykanka, która w okresie od 2 stycznia do 11 września 2009 była najstarszą osobą świata o zweryfikowanej dacie urodzin.

## Życiorys
Urodziła się w Shellman, małym mieście na południe od Atlanty w stanie Georgia. Była córką Judge'a i Amy Baines, urodzonych w niewoli. Miała dwoje rodzeństwa. Wcześnie przerwała edukację i osiadła w Kanadzie. Wkrótce wyszła za mąż za pracownika kolejowego. Z tego związku urodziła córkę, która zmarła na dur brzuszny mając 18 lat. Pracowała m.in. jako sprzątaczka w Ohio State University w Columbus. Po rozwodzie ponownie przeprowadziła się i osiadła w Los Angeles, gdzie do przełomu tysiącleci mieszkała samotnie, przeżywszy wszystkich swoich krewnych. Przez ostatnie lata życia mieszkała w domu opieki w Los Angeles.
Podczas wyborów prezydenckich w USA w 2008 roku zagłosowała na Baracka Obamę.
Według badaczy z ośrodka Gerontology Research Group oraz Księgi rekordów Guinnessa, po śmierci Marii de Jesus 2 stycznia 2009 była najstarszą żyjącą osobą na świecie. Najstarszą mieszkanką USA została w chwili śmierci Edny Parker, 26 listopada 2008 roku.